# Chloromianta
Chloromianta es un género de polillas de la familia Geometridae.

## Especies
- Chloromianta ferruginata Warren
- Chloromianta mianta (West)